# Toromys grandis
Toromys grandis és una espècie de mamífer rosegador de la família de les rates espinoses. És endèmica de la regió amazònica del Brasil. El seu hàbitat natural són els boscos inundables. Està amenaçada per la desforestació.
La UICN considera que T. grandis és l'única espècie del gènere Toromys, tot i que alguns investigadors també hi inclouen l'espècie T. rhipidirus.